# Sierentz
Sierentz – miejscowość i gmina we Francji, w regionie Grand Est, w departamencie Górny Ren.
Według danych na rok 1990 gminę zamieszkiwało 2106 osób, a gęstość zaludnienia wynosiła 159 osób/km² (wśród 903 gmin Alzacji Sierentz plasuje się na 118. miejscu pod względem liczby ludności, natomiast pod względem powierzchni na miejscu 160.).